# Hugging Face
Hugging Face, Inc. （ハギングフェイス）は 機械学習 アプリケーションを作成するためのツールを開発しているアメリカの企業である。自然言語処理アプリケーション向けに構築された Transformers ライブラリや潜在拡散モデルを扱う Diffusers ライブラリなどのライブラリに加え、ユーザーが機械学習モデルやデータセットを共有するためのプラットフォームなどを提供している。

## 歴史
Hugging Faceはもともと、2016年にクレム・デラングとジュリアン・ショーモン、トーマス・ウルフらによって10代をターゲットとしたチャットボットを開発する会社として設立された。チャットボットで使われているモデルがオープンソースとなったあとは、リーンスタートアップ として機械学習の民主化を目的としたプラットフォームを提供する会社となった。
2021年3月、 Hugging FaceはシリーズBラウンドの資金調達で4000万ドルを調達した。
2021年4月28日、オープンソースの言語モデルをリリースするために他の複数の研究グループと協力し、BigScience Research Workshopを立ち上げた。2022年、1760億パラメータを持つ多言語大規模言語モデルBLOOM (言語モデル)を公開してワークショップは終了した。
2021年12月21日、機械学習モデルのインタラクティブなデモを作成するためのソフトウェアライブラリであるGradioの買収を発表した。
2022年5月5日、CoatueとSequoiaを始めとしてシリーズCラウンドの資金援助を受けたことを発表した。Hugging Face は評価額が20億ドルとなった。
2022年5月13日、Hugging Faceは2023年までに500万人に機械学習を教えるという目標を実現するためのStudent Ambassador Programを発表した。
2022年5月26日、Graphcore IPUでの Transformersライブラリを軽量化するために Graphcoreと提携することを発表した。
2022年8月3日、SaaSやオンプレミス運用を支援する企業向けのHugging Face HubとしてPrivate Hubを発表した。
2023年2月、同社はAmazon Web Services (AWS) との提携を発表し、AWSの顧客がカスタムアプリケーションの構成要素としてHugging Faceの製品を利用できるようになり、また次世代のBLOOMは、AWS独自の機械学習チップTrainium上で動作するとされた。

## 技術とサービス

### Transformers ライブラリ
Transformers ライブラリは、文章、画像、音声でのタスクを行う Transformer のオープンソースな Python パッケージである。PyTorch、TensorFlow、JAX ライブラリと互換性があり、BERT や GPT モデルのような著名なモデルの実装も含まれる。

### Diffusers ライブラリ
Diffusers ライブラリは、画像や音声の拡散モデルを扱うためのオープンソースな Python パッケージである。PyTorch と Flax に対応している。Stable Diffusion を始めとした画像生成モデルの学習や推論の実装も含まれる。

### Hugging Face Hub
Hugging Face Hub は、ユーザーが事前学習済みモデルやデータセット、機械学習プロジェクトのデモなどを共有できるプラットフォームである。プロジェクトに関する Discussions や Pull Requests、コードの共有やコラボレーションなど GitHub にインスパイアされた機能が存在する。また、Gradio や Streamlit、Docker を利用した Web ベースでの機械学習アプリケーションのデモを公開できるホスティングサービス Hugging Face Spaces を提供している。 

### 他のライブラリ
Transformers ライブラリや Diffusers ライブラリ、Hugging Face Hub の他に、Hugging Face エコシステムには データ処理 (Datasets) やモデルの実行 (Evaluate)、シミュレーション (Simulate)、機械学習デモ (Gradio) がある。